# Mario Volpe (artiste peintre)
Pour les articles homonymes, voir Mario Volpe et Volpe.
Mario Aldo Volpe, né le 19 octobre 1936 à Barranquilla et mort le 21 août 2013 à Berne, est un artiste colombien qui vécut en Suisse pendant plus de quarante ans.
Son œuvre artistique, qui s’étend sur un demi-siècle, comprend des milliers d’œuvres abstraites sur papier, bois et toile, pour la plupart des peintures acryliques, à l’encre, à l’émail et à l’huile ainsi que des dessins aux pastels, au crayon et aux crayons de couleur. L’œuvre de Volpe est caractérisée par des éléments géométriques et linéaires, des formes organiques, des couleurs vives et un large recours à la couleur noire. Volpe fut surtout influencé par les peintures des années cinquante et soixante de l’École de New York, ses études d’architecture et ses racines dans les Caraïbes de Colombie. La succession Volpe est administrée par la fondation ART-Nachlassstiftung située à Berne, en Suisse.

## Biographie
Né dans une famille d’immigrants italiens, Volpe entreprit, à l’âge de 12 ans, ses premiers voyages à New York et en Italie. Après avoir terminé ses études secondaires, il partit aux États-Unis à la Wilbraham Academy (en) au Massachusetts à l’âge de 19 ans pour étudier l’anglais et se préparer à entrer à l’université. 
À l’âge de 20 ans, Volpe eut l’occasion de vivre sa première rencontre directe avec l’art contemporain à la Biennale de Venise en 1956, année où il commença des études d’architecture au Carnegie Institute of Technology de Pittsburgh. Après avoir obtenu son diplôme d’architecture en 1961, une bourse d’étude du Carnegie Institute lui permit de passer un été à l’American Academy en France, à Fontainebleau où il commença à expérimenter le dessin abstrait et à se familiariser avec les peintres et les sculpteurs.
Admis à la Harvard Graduate School of Design, Volpe compléta une année du programme de troisième cycle en architecture, avant de décoder, en 1962, de quitter Harvard afin de se dédier entièrement à la peinture. Il s’inscrivit à l’Art Students League of New York où il suivit des cours pendant deux ans. 
En 1964, une bourse de voyage offerte par l’Art Students League lui permit de faire un voyage d’étude à travers l’Europe (Londres, Copenhague, Stockholm, Helsinki, Saint-Pétersbourg, Amsterdam, Bruxelles, Paris, Madrid et Séville). Après avoir séjourné à Rome pendant un an, où il rencontra sa femme, Brigit Scherz, Volpe retourna aux États-Unis pour occuper un poste de professeur adjoint au département des Studio Arts de l’université du Minnesota.
Après avoir enseigné pendant cinq ans à l’université du Minnesota, Volpe rentra en Europe en 1970. Il vécut et travailla en Italie, à Turin, pendant un an, avant de s’installer, en 1972 en Suisse, à Berne, où il épousa Brigit Scherz l’année suivante. Leurs deux enfants, Martina et Philippe, sont nés en 1974 et 1975, respectivement. Volpe vécut et travailla à Berne jusqu’à sa mort, à l’âge de 76 ans.

## Œuvres artistiques
- 1956-1961 : Dessins architecturaux
- 1961 : Premières peintures à l’encre sur papier
- 1962-1969 : Peintures à l’huile expressionnistes abstraites sur toile, bois et papier
- 1967-1980 : Peintures néo-plasticiennes avec un accent essentiellement géométrique
- 1972-1974 : Dessins sur bois au crayon de couleur
- 1979-1980 : Dessins verticaux
- 1980-1981 : Affiches et annonces
- 1981-1993 :	Peintures acryliques sur toile, bois et papier
- 1993-1998 : « Images en T», combinant un format horizontal et vertical pour obtenir une forme en « T »
- 1996-2002 :	« Triptyques », œuvres caractérisées par trois sections interconnectées
- 2002-2008 : Œuvres décoratives linéaires
- 2009-2013 : Dernières œuvres

## Expositions individuelles
- 1966 : Art Students League of New York, États-Unis
- 1968 : University Gallery Minneapolis, Minnesota, États-Unis ; Minnetonka Art Center, Orono, Minnesota, États-Unis ; Morningside College, Sioux City, Iowa, États-Unis
- 1969 : Rochester Art Center, Rochester (Minnesota), États-Unis
- 1970 : Hamline University, Saint Paul (Minnesota), États-Unis ; North Hennepin Jr. College, Minneapolis, Minnesota, États-Unis
- 1974 : Galerie Bettina Katzenstein, Zurich, Suisse
- 1977 : Galerie Art Shop, Bâle, Suisse
- 1979 : Berner Galerie, Berne, Suisse
- 1980 : Loeb Galerie, Berne, Suisse
- 1981 :Galerie Centrale, Hermance, Suisse
- 1982 : Galerie Van Loo, Bruxelles ; Galerie 42, Anvers, Belgique  ; Galleria Napoletana delle Arti, Naples, Italie ; Musée Cantonal des Beaux-Arts, Lausanne, Suisse
- 1983 : Galeria Amics, Alicante, Espagne ; Knoll International, Naples, Italie; Centrum Galerie, Bâle, Suisse
- 1984 : Galleria Paesi Nuovi, Rome, Italie
- 1985 : Hannah Feldmann Galerie, Berne, Suisse
- 1986 : Centrum Galerie, Bâle, Suisse ; Salόn Cultural de Avianca, Barranquilla, Colombie
- 1987 : Galerie DeI Mese-Fischer, Meisterschwanden, Suisse ; Museo de Arte Moderno, Carthagène, Colombie
- 1988 : Galerie Susanne Kulli, Berne, Suisse
- 1989 : Salon Parterre, Berne, Suisse
- 1991 : Galeria Elida Lara, Barranquilla, Colombie ; Galerie Susanne Kulli, Berne, Suisse
- 1994 ; Galerie Susanne Kulli, Berne, Suisse
- 1996 : Galerie Susanne Kulli, Berne, Suisse
- 1998 : Galeria de la Aduana, Barranquilla, Colombie
- 1999 : ATAG, Ernst and Young, Berne, Suisse
- 2003 : Universidad deI Norte, Barranquilla, Colombie ; Kunstreich AG, Berne, Suisse
- 2004 : Galerie Wandelbar, Gstaad, Suisse
- 2008 : Tennis Club Daehlhoelzli, Berne, Suisse
- 2009 : Johannes Kirche, Berne, Suisse
- 2016-17 : Zetcom AG, Berne, Suisse
- 2018: Galerie Reflector[1], Berne, Suisse
- 2020: Galleria Il Rivellino[2], Locarno, Suisse
- 2022: Galerie Reflector[3], Berne, Suisse

En outre, Volpe a également participé à une soixantaine d’expositions de groupe, y compris à l’Art Students League de New York, l’Art Expo à New York, l’Art Basel (Bâle), l’Exposition universelle de 2000 à Hanovre et diverses expositions en Colombie et en Suisse.